# Marie Anne Tellegen
Marie Anne Tellegen (Arnhem, 30 december 1893 – Amsterdam, 23 april 1976) was een Nederlandse verzetsstrijdster en directeur van het Kabinet der Koningin.

## Leven en werk
Tellegen, telg uit het geslacht Tellegen, was een dochter van ir. J.W.C. Tellegen (1859-1921), burgemeester van Amsterdam (1915-1921), en Alida Johanna Jacoba Fock (1865-1941). Haar grootvader van vaderskant was prof. mr. Bernardus Tellegen (1823-1885), hoogleraar staats- en volkenrecht in Groningen. Haar grootvader van moederskant was Cornelis Fock (1828-1910), ook burgemeester van Amsterdam, minister en Commissaris van de Koningin in de provincie Zuid-Holland.
Na de middelbare school in Amsterdam studeerde zij rechten in Utrecht (1914-1919), waar zij in 1920 promoveerde op stellingen. In deze stellingen betoogde zij onder meer dat bij fabrieken crèches moesten worden ingericht voor zuigelingen van werkneemsters. Ze was actief lid van de Utrechtse Vrouwelijke Studenten Vereeniging (U.V.S.V.). Vanaf 1915 was ze lid van de redactie van het studentenblad Vox Studiosorum, waarin ze in 1918 verkondigde dat "een sociale hervorming snel en krachtig moest worden doorgevoerd" [Vrouwen hadden toen alleen passief kiesrecht bijvoorbeeld]. In haar studietijd ontwikkelde zij een grote belangstelling voor literatuur en kunst, in het bijzonder toneel. Als lid van Concordia Crescamus vertolkte zij de (mannelijke) hoofdrol in "Den Spyeghel der salicheyt van Elckerlijc". Ze raakte bevriend met Carry van Bruggen en met Frans Coenen, die van grote invloed waren op haar intellectuele vorming. Met Frans Coenen had zij ruim twaalf jaar een verhouding (tot 1931).
Na haar promotie (op stellingen) in 1920 vond Tellegen een baan als adjunct-commies der tweede klasse bij de griffie van de Provincie Utrecht. Een jaar later werd ze (tijdelijk) aangesteld in een functie bij de Utrechtse gemeentesecretarie. In 1924 werd zij hier hoofd van de afdeling Maatschappelijke Aangelegenheden en Statistiek.

Tellegen door Jeanne Bieruma Oosting (1973)

Ze noemde zichzelf geen feministe, maar was van 1932-1942 wel voorzitter van de Nederlandsche Vereeniging voor Vrouwen met een Academische Opleiding (V.V.A.O.). In 1935 was Tellegen de oprichtster van het Comité tot Verdediging van de Vrijheid van Arbeid voor de Vrouw. Tussen 1935 en 1937 zat Tellegen in het bestuur van de Vereeniging van Vrouwenbelangen en Gelijk Staatsburgerschap. In 1938 voerde ze verzet tegen het wetsvoorstel van de katholieke minister Romme om, als maatregel voor de crisisbestrijding, gehuwde vrouwen alle arbeid buitenshuis te verbieden.
Toen het Kabinet-Colijn IV op 29 juni 1939 viel en het Kabinet-Colijn V aantrad, al snel gevolgd door het Kabinet-De Geer II, trok zijn opvolger in dat laatste kabinet, de socialist Jan van den Tempel, het wetsvoorstel in.
Nadat de Duitsers Nederland hadden bezet en maatregelen begonnen te nemen die onder andere het lidmaatschap van joden van de V.V.A.O. onmogelijk maakten, nam Tellegen het initiatief deze vereniging op te heffen omdat zonder de joodse leden, de doelstelling van de organisatie niet meer kon worden bereikt. In 1942, onder de nieuwe Utrechtse NSB-burgemeester Cornelis van Ravenswaay, kreeg ze ontslag uit gemeentelijke dienst en vier jaar wachtgeld. Daarna raakte zij langzamerhand betrokken bij het verzetswerk tegen de bezetter. Eerst als helper bij de onderduik van joden, vooral kinderen, en later als hoofdverspreidster voor de provincie Utrecht van het illegale blad Vrij Nederland. Zij gebruikte de verzetsnamen "Dr. Max" en "Judith". In februari 1944 trad zij toe tot de leiding van het Nationaal Comité van Verzet. Zodoende was zij actief betrokken bij de organisatie van de Spoorwegstaking van 1944. In 1944 was zij een van de oprichters van het Nederlands Vrouwen Comité (N.V.C.), en tot 1956 was zij de eerste voorzitter van deze overkoepelende vrouwenorganisatie.
Na de oorlog werd zij benoemd tot directeur van het Kabinet der Koningin (1945-1959). Zij was hiermee de eerste vrouw en de eerste persoon die niet van adel was, die werd benoemd in deze functie. In deze vertrouwensfunctie als verbindingsschakel tussen het staatshoofd en de ministers heeft zij door haar krachtige persoonlijkheid grote indruk gemaakt. Haar verhouding met koningin Wilhelmina werd gekenmerkt door wederzijds respect. Met koningin Juliana was de relatie hartelijker en met vertrouwen
, ook nadat Tellegen met pensioen was gegaan. Met prinses Beatrix, aan wier staatkundige vorming zij had bijgedragen, was de omgang ontspannen; zij logeerde regelmatig op Drakestein en trad op als raadgever van de prinses en haar gezin.
Na haar pensionering in 1959 verhuisde Tellegen van Den Haag naar een huis op het landgoed Weldam bij Goor.
Op vrijdag 23 april 1976 overleed Tellegen in Amsterdam op 82-jarige leeftijd. Zij werd gecremeerd te Westerveld.

## Overige activiteiten

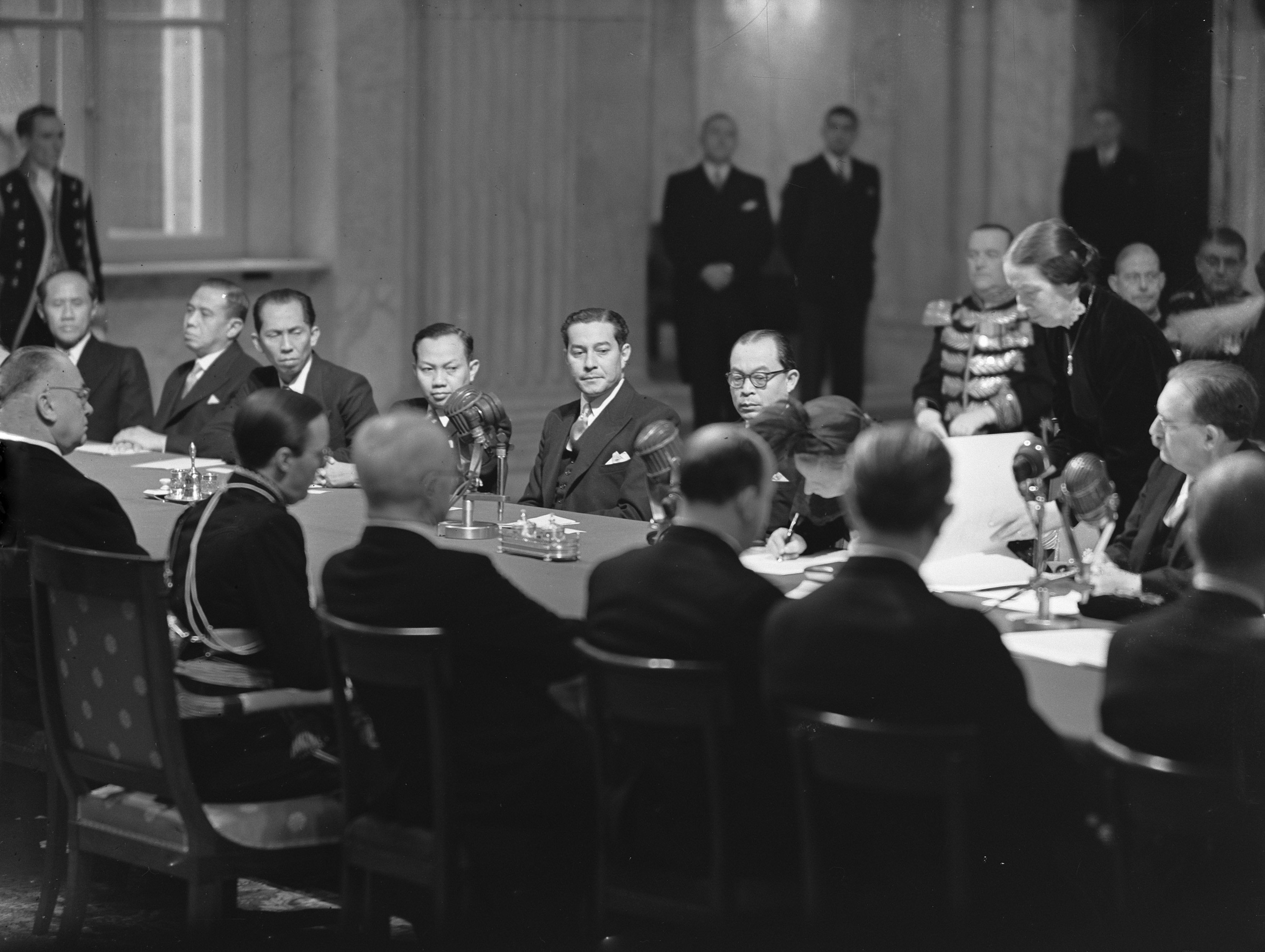
Tellegen (staand rechts) tussen Juliana en Drees bij de souvereiniteitsoverdracht van Indonesië (1949)

- Lid van het bestuur van de Stichting Fonds "Dr. Catharina van Tussenbroek" (1938-1952), waar zij vanaf 1944 voorzitter was. Een fonds dat tot doel had toelagen ter beschikking te stellen tot "de wetenschappelijke ontplooiing van vrouwen".[5]
- Van 1946 tot 1964 was zij lid van het College van Curatoren van de Rijksuniversiteit Utrecht.
- Lid van het Nederlands Genootschap voor Internationale Zaken 1946-1976, waarvan lid van het dagelijks bestuur 1946-1960.[6]
- In 1933/1934 vertaalde ze mede brieven van Belle van Zuylen aan David-Louis Constant d'Hermenches uit het Frans gepubliceerd in Groot Nederland.
- In 1961 werkte ze mee aan het organiseren van de expositie Belle de Zuylen et son époque in het Institut Néerlandais en het Rijksmuseum. Ze schreef het voorwoord van de catalogus.
- Ze was regent/bestuurslid van de Stichting Slot Zuylen.[7][8]
- Met Jane de Iongh en Henriette de Beaufort heeft ze een poging gewaagd om de Verzamelde Werken van Belle van Zuylen bij G.A. van Oorschot uit te geven, maar het verzamelen lukte hen niet. Aan Pierre en Simone Dubois, die het later wel lukte, vertelde ze ten onrechte dat de archieven gesloten waren. Ze schreef een advies over het verzoek tot subsidie van de Nederlandse Organisatie voor Zuiver-Wetenschappelijk Onderzoek om te komen tot de Verzamelde Werken van Belle van Zuylen door Simone Dubois-de Bruyn bij van Oorschot. De subsidie werd niet toegekend.[9][10][11][12]
- In 1963 werd zij lid van de Commissie-Houben die het decoratiestelsel onderzocht.

## Publicaties
- Redactiestukken in het Utrechtse studentenblad Vox Studiosorum vanaf 1915.
- 'Carry van Bruggen', in Utrechtsch Provinciaal en Stedelijk Dagblad, zaterdag 19-11-1932
- Brieven van Belle van Zuylen aan Constant d'Hermenches. Ingeleid door Marie Anne Tellegen, vertaald door N. Kesler & Marie Anne Tellegen. In: Groot Nederland (1933-1934) (dec. 1933), p. 515-532; (jan. 1934), p. 45-58.
- De arbeid der gehuwde vrouw in Economisch Statistische Berichten 23 (1938) 174-175
- Catharine van Tussenbroek, 1852-1925, in Mededeelingen van de Nederlandsche Vereeniging van Vrouwen met Academische opleiding 12 (1947) 2.
- Rekenschap aan de doden. Amsterdam, De Spieghel, 1952.[13]
- Vorm en formaliteit . Utrecht R.U.U., 1953.[14]

## Trivia
- Op 3 oktober 2008 werd aan de Maliebaan 72 bis te Utrecht een plaquette bevestigd door burgemeester Aleid Wolfsen ter herinnering aan de verzetsactiviteiten van dr. Max, aldaar wonend naast de Sicherheitspolizei und SD.[15]
- Op 3 januari 2014 heeft de Vereniging van vrouwen met hogere opleiding VVAO de stichting Marie Anne Tellegen opgericht met als doel deelname van vrouwen aan het hoger onderwijs bevorderen en hun positie versterken.[16]

## Onderscheidingen
- Erevoorzitter van de V.V.A.O. op 21 oktober 1945
- Erelid van de U.V.S.V 1945
- Ridder in de Orde van de Nederlandse Leeuw op 27 juni 1952[17]
- Medal of Freedom met zilveren palm (VS) (7 april 1953)[18]
- Ere-presidente van het Nederlands Vrouwen Comité (1956).
- Groot-officier in de Orde van Oranje Nassau 2 juli 1959[19][20]
- Commandeur van het Legioen van Eer (Frankrijk)
- Zilveren medaille van de Faculteit Rechtsgeleerdheid Rijksuniversiteit Utrecht op 18 maart 1967.[21]